# Casas Bajas
Casas Bajas – gmina w Hiszpanii, w prowincji Walencja, we wspólnocie autonomicznej Walencja, o powierzchni 22,65 km². W 2011 roku liczyła 221 mieszkańców.

## Przypisy

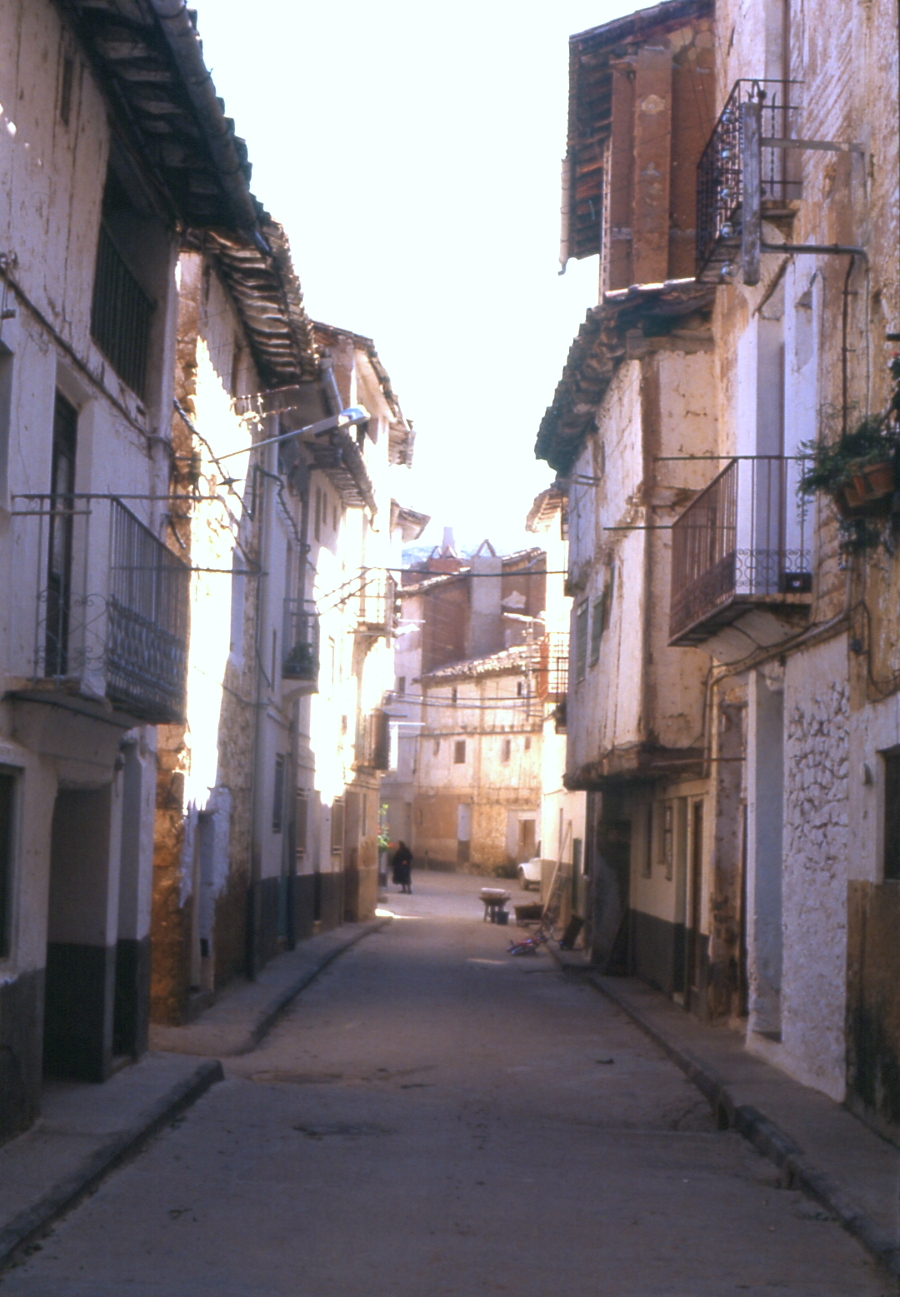
Casas Bajas, Calle del Paso, g. 1987